# 安達健
安達 健（あだち たけし、1963年 - ）は、日本の実業家。
2004年（平成16年）7月からオーストラリア・クィーンズランド州政府駐日代表。

## 人物・経歴
東京都出身。1987年、上智大学法学部国際関係法学科卒業。在学中に交換留学生として、オーストラリア・クィーンズランド大学に留学。オーストラリア国立経営大学院（NSW大学AGSM）を修了し、MBA取得（豪州連邦政府国費奨学生）。
1989年より2年間、当時のアンダーセン・コンサルティングにて戦略コンサルティングに従事。
その後、英国系不動産コンサルティング会社であるジョーンズラングウートンで国際部門のマネージャーを務め、商業不動産のM&Aを手がける。その後、豪州系投資銀行であるマッコーリー銀行にて主に不動産の小口証券化ビジネスに従事。
1993年、資本金融市場部門の豪州・NZデスク設立のためドイツ証券東京支店に勤務。その後、メルボルン支店に転勤、1年後シドニー支店に転勤、日本の金融機関、機関投資家への投資アドバイスに従事。
2003年、豪州投資促進局・北東アジア投資促進局長に就任。豪州大使館にて勤務後、2004年に豪州クィーンズランド州政府駐日代表に就任。